# Nationaal Park Boezky Hard
Nationaal Park Boezky Hard (Oekraïens: Національний природний парк «Бузький Гард»; Russisch: Национальный природний парк «Бужский Гард») is een nationaal park gelegen in de oblast Mykolajiv van Oekraïne. Het park werd per presidentieel decreet gecreëerd op 30 april 2009, op het grondgebied van het sinds 1994 bestaande regionaal landschapspark Granietsteppen aan de Boeg. Dit om de unieke natuur aan de oevers van de Zuidelijke Boeg beter te beschermen tegen de verdere uitbreiding van het Zuid-Oekraïense Energiecomplex. Nationaal Park Boezky Hard heeft een oppervlakte van 61,381 km².

## Algemeen

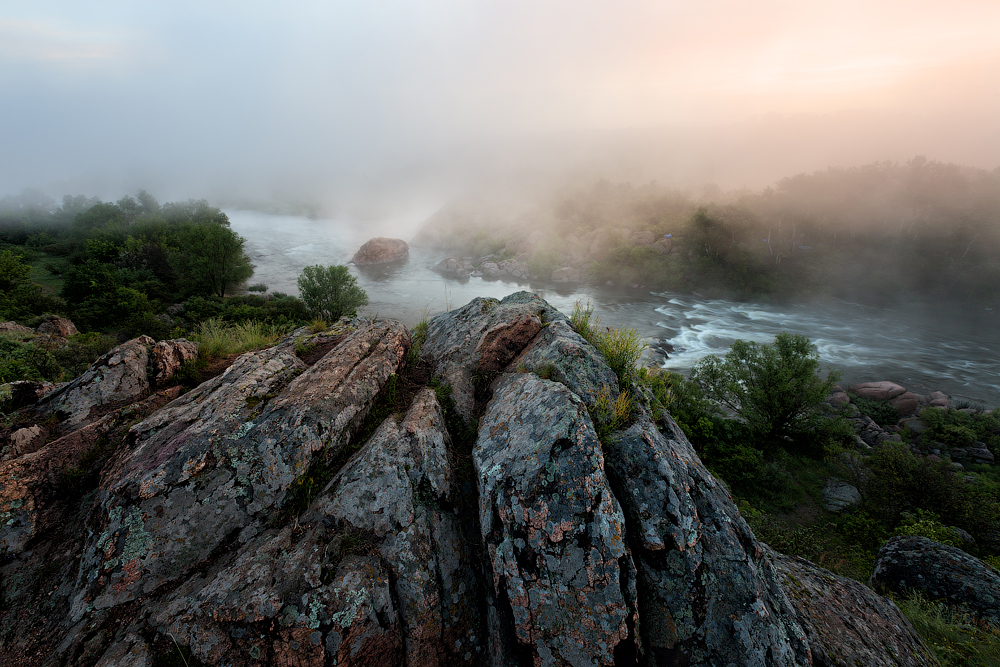
De rivier de Zuidelijke Boeg stroomt door N.P. Boezky Hard

Nationaal Park Boezky Hard is een rotsachtig steppegebied en ligt in het stroomdal van de Zuidelijke Boeg. In het gebied zijn veel granietformaties aanwezig, soms met een hoogte van 40 à 50 meter en er zijn enkele kleine watervallen te bezichtigen. Het gebied is een overblijfsel van de eens uitgestrekte steppegordel en wordt nu omringd door agrarische gebieden. Naast natuurlijke waarden is het ook in cultureel opzicht een interessant gebied. Er zijn namelijk 98 archeologische locaties, waarbij vondsten werden gedaan daterend uit het Paleolithicum, Mesolithicum, Neolithicum, de Kopertijd, IJzertijd, Bronstijd en ten tijde van het Romeinse Rijk.

## Flora en fauna
De totale hoeveelheid vaatplanten in Nationaal Park Boezky Hard ligt rond de 800 soorten. Enkele soorten zijn zelfs endemisch voor het stroomgebied van de Zuidelijke Boeg. Enkele van deze zeldzaamheden zijn de Silene hypanica, Moehringia hypanica en Dianthus hypanicus; alle drie zijn het soorten uit de anjerfamilie.
Het gebied is ook waardevol voor vele ongewervelden die in de steppegordel leven. Het aantal insectensoorten in het gebied wordt zelfs rond de 9.000 geschat. Onder de gewervelden zijn vooral de reptielen opvallend. Zo leven hier onder andere de oostelijke smaragdhagedis (Lacerta viridis), esculaapslang (Zamenis longissimus). De otter (Lutra lutra) is ook vrij algemeen en er komen vogels voor als sakervalk (Falco cherrug) en dwergarend (Hieraaetus pennatus).

## Galerij

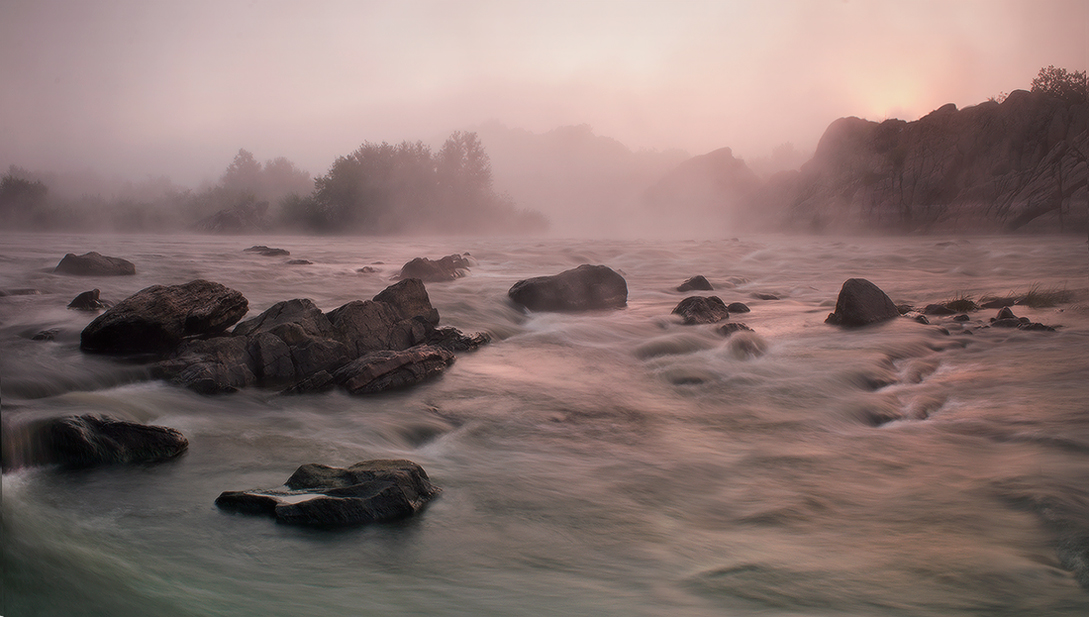
De Zuidelijke Boeg.
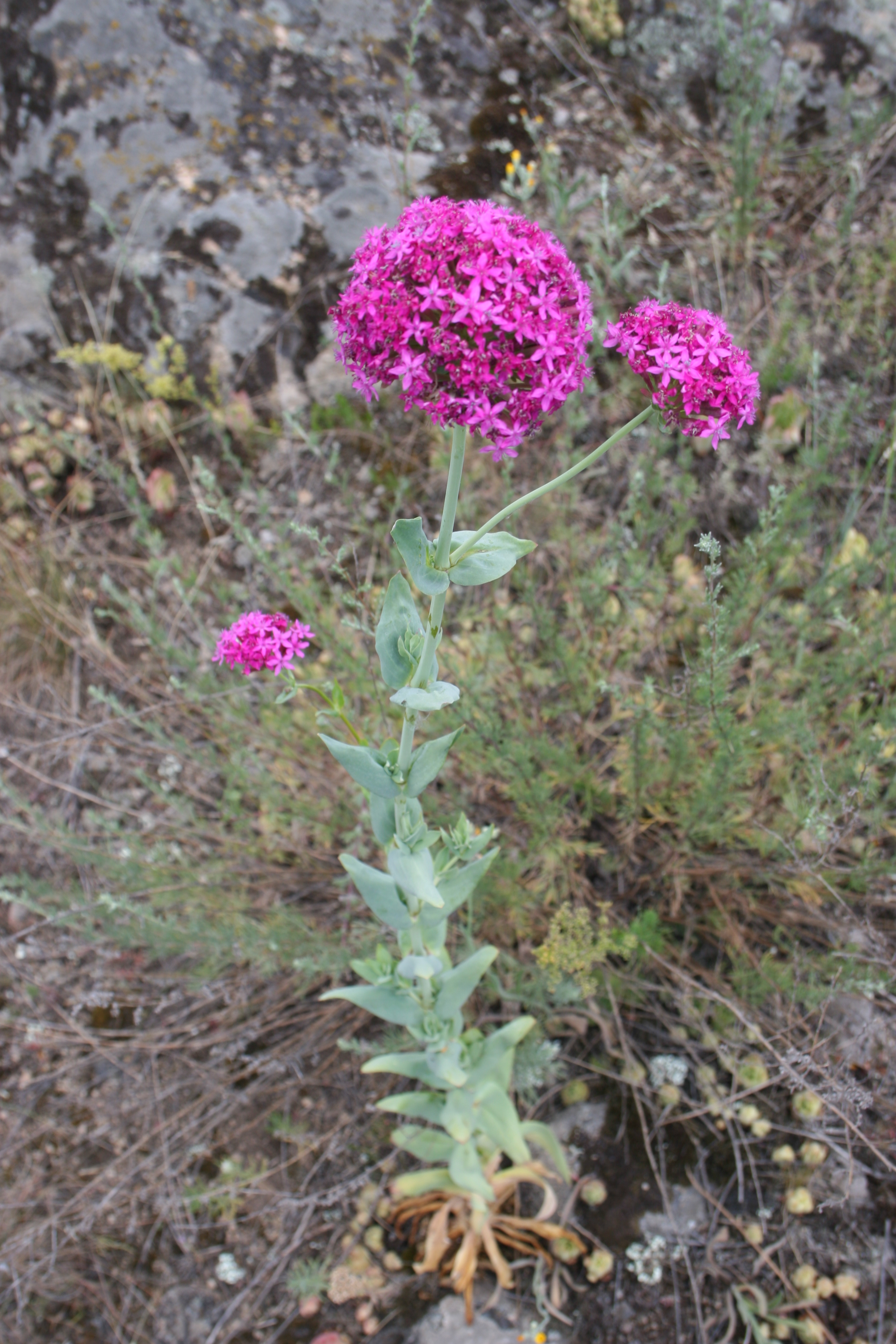
Silene hypanica wordt alleen in het Nationaal Park Boezky Hard gevonden.
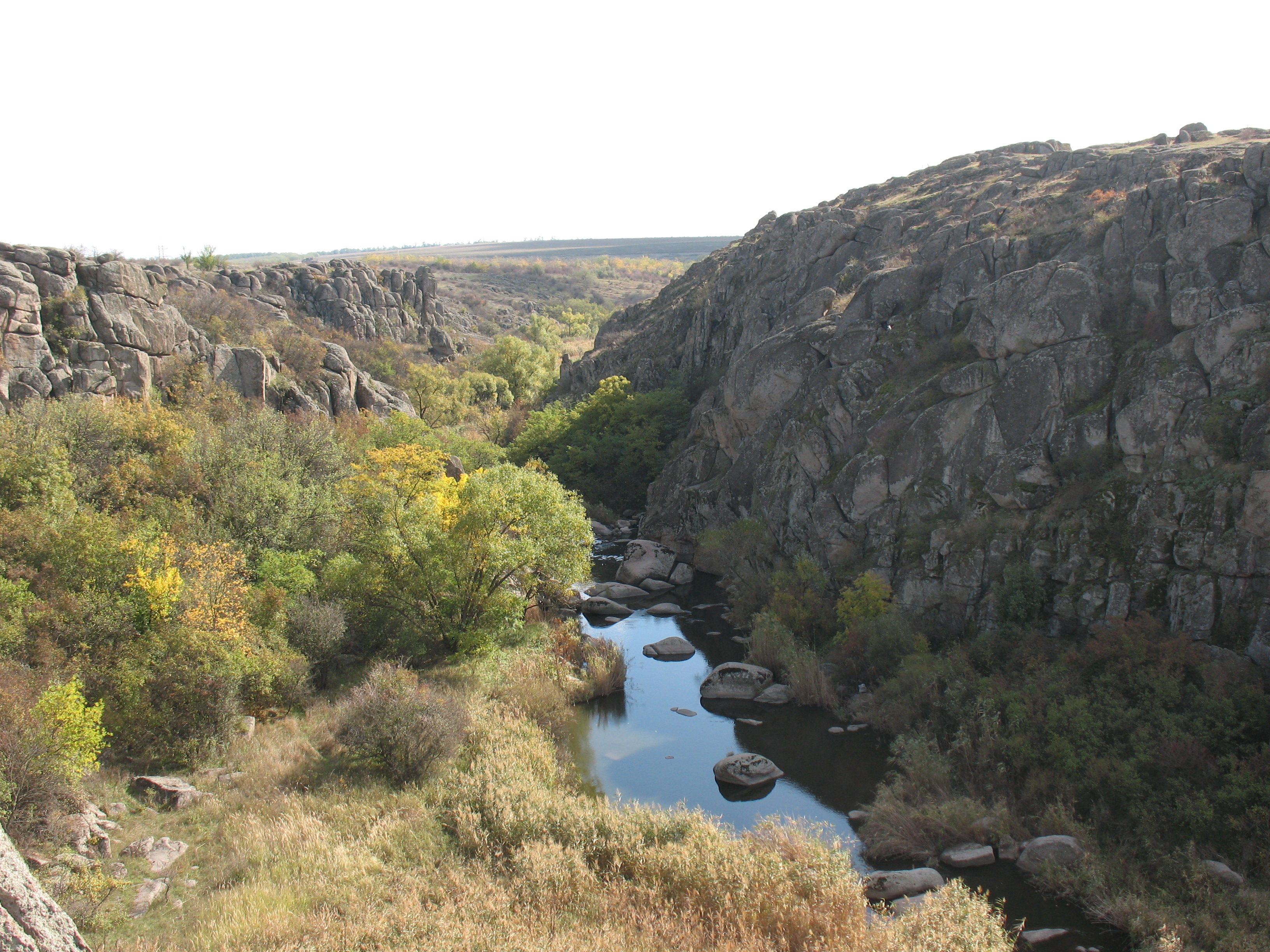
Granietformaties in het gebied.
De oostelijke smaragdhagedis (Lacerta viridis) in N.P. Boezky Hard.
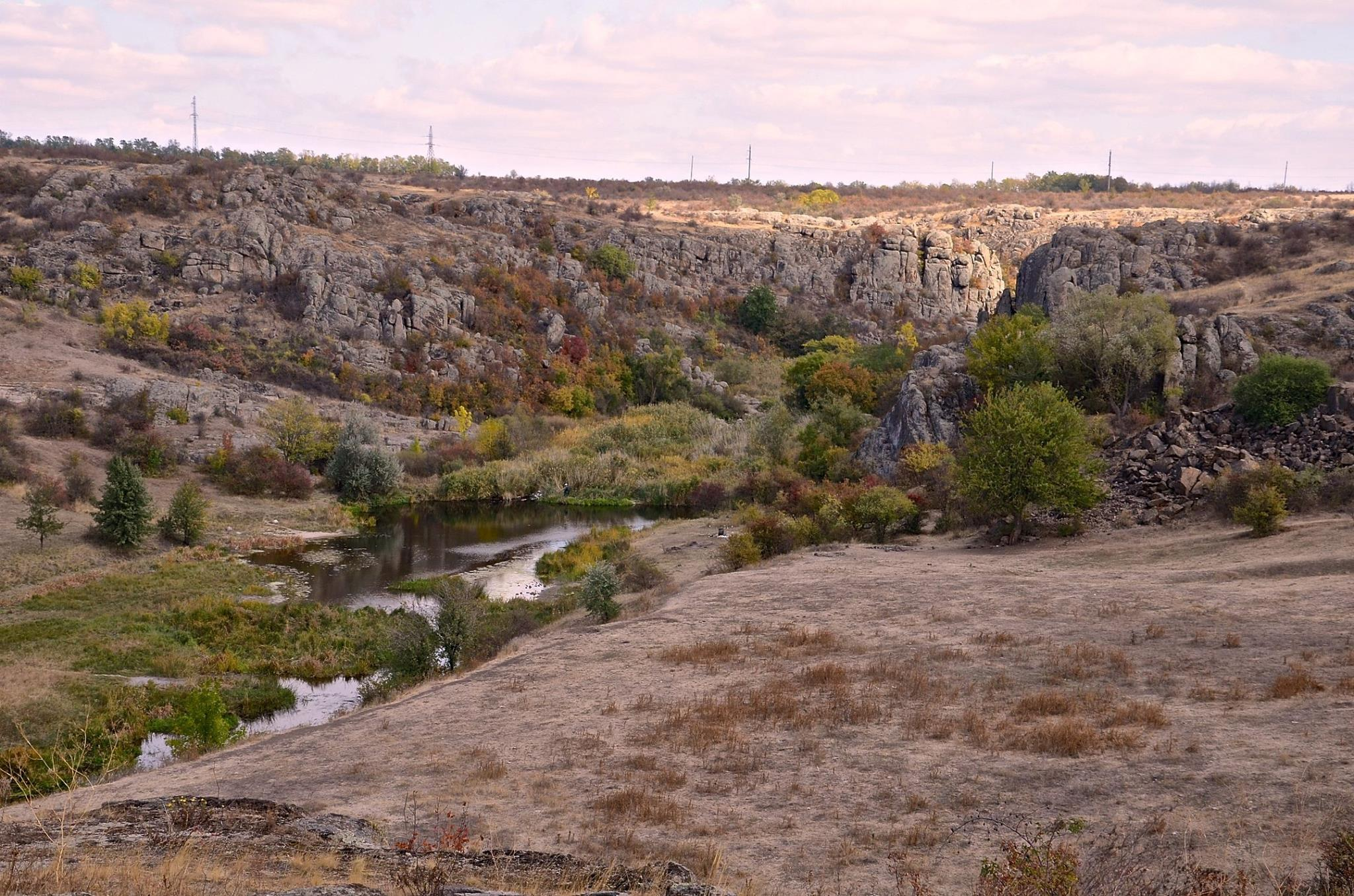
Stroomversnelling in de Zuidelijke Boeg.
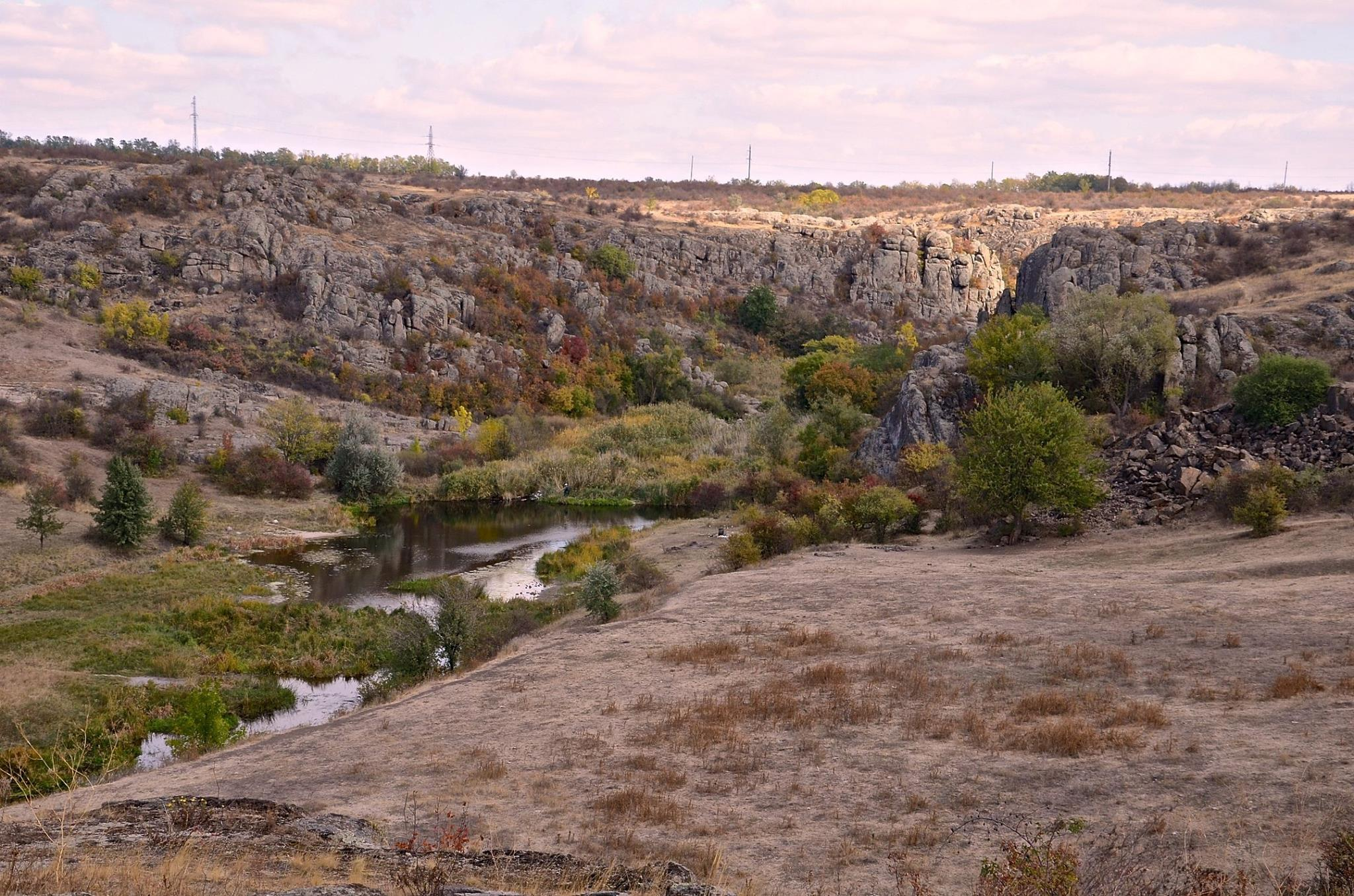
Steppeachtig landschap.
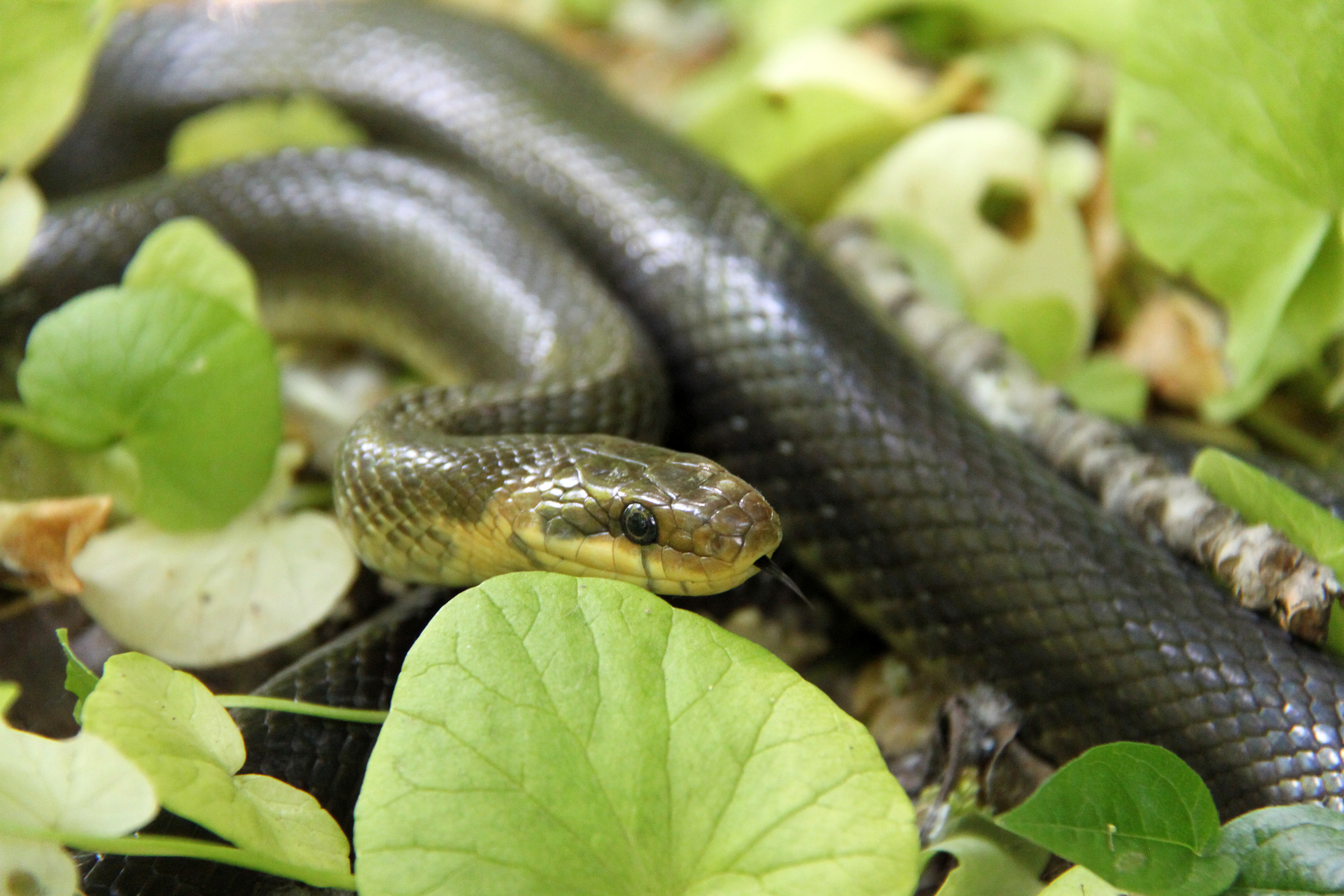
De esculaapslang (Zamenis longissimus) in N.P. Boezky Hard.
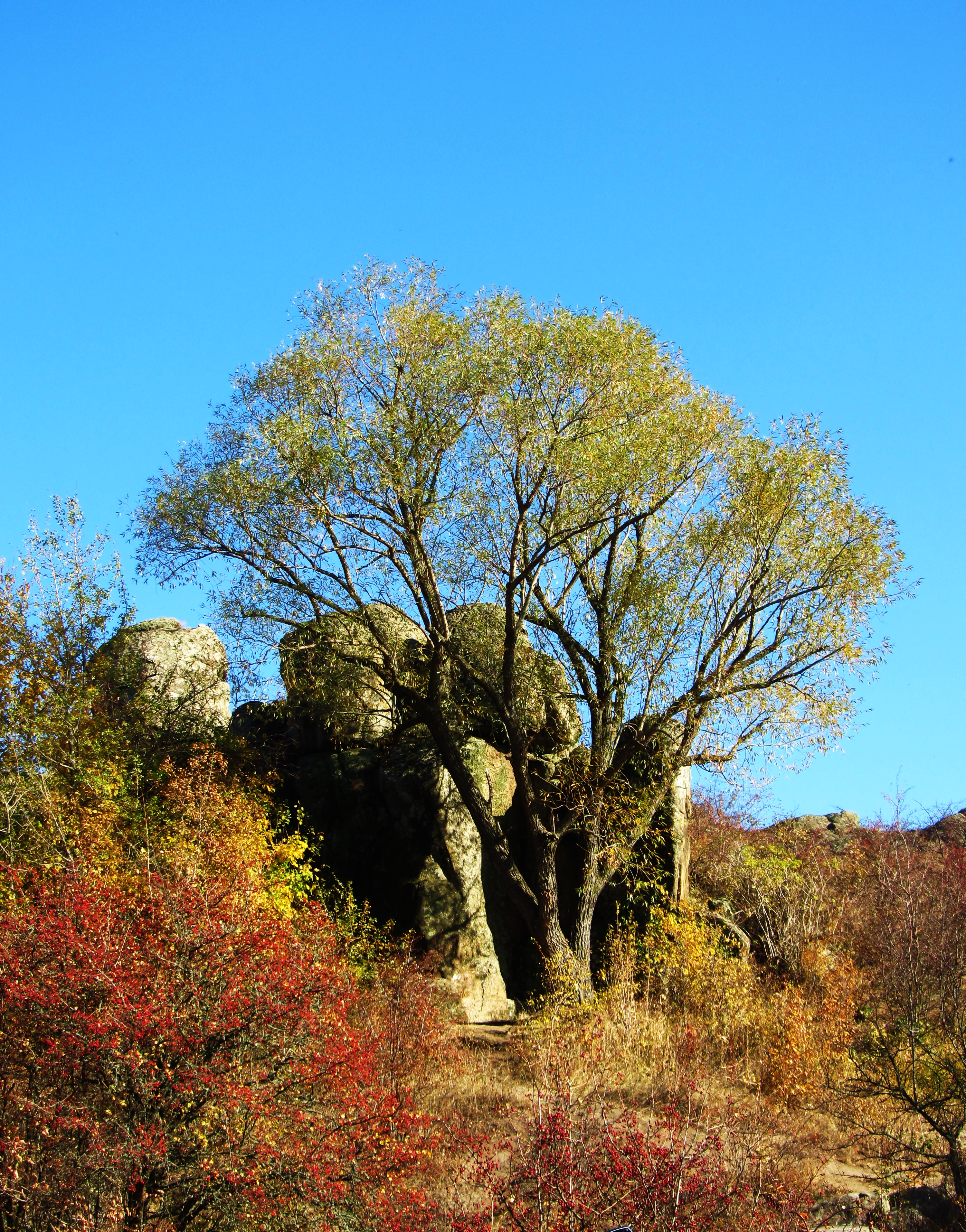
Vegetatietypen.
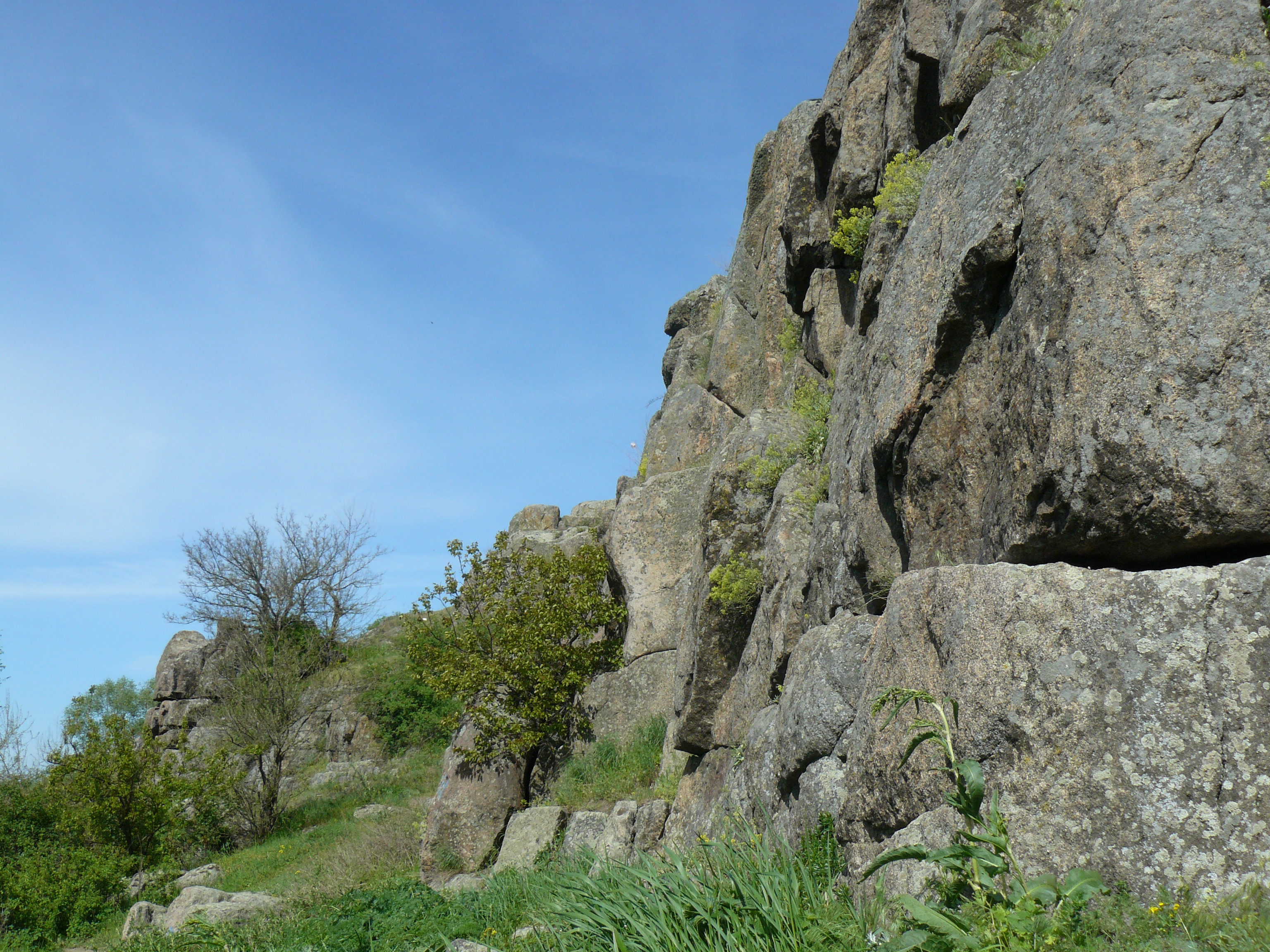
Rotsformaties als deze bieden een geschikte leefomgeving voor hagedissen.
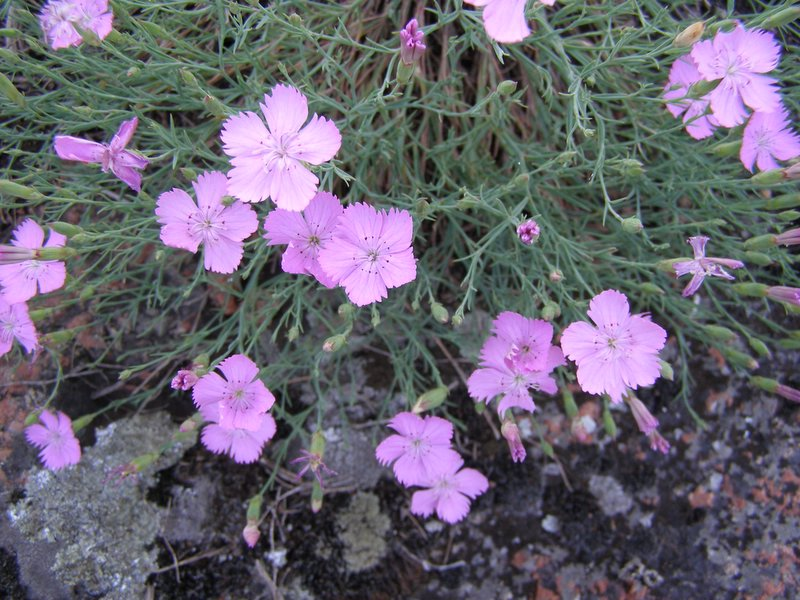
Dianthus hypanicus is endemisch voor het stroomdal van de Zuidelijke Boeg en komt voor in N.P. Boezky Hard.

...
Boezky Hard · 
Chotynsky · 
Desnjansko-Starohoetsky · 
Homilsjanski Lisy · 
Karmeljoek-Podolië · 
Karpaten · 
Noord-Podolië · 
Oezjansky · 
Podilski Tovtry · 
Synevyr · 
Skolivski Beskydy · 
Toezlovski Lymany · 
Tsoemanska Poesjtsja · 
Zalissja
...